# Pismo meroickie

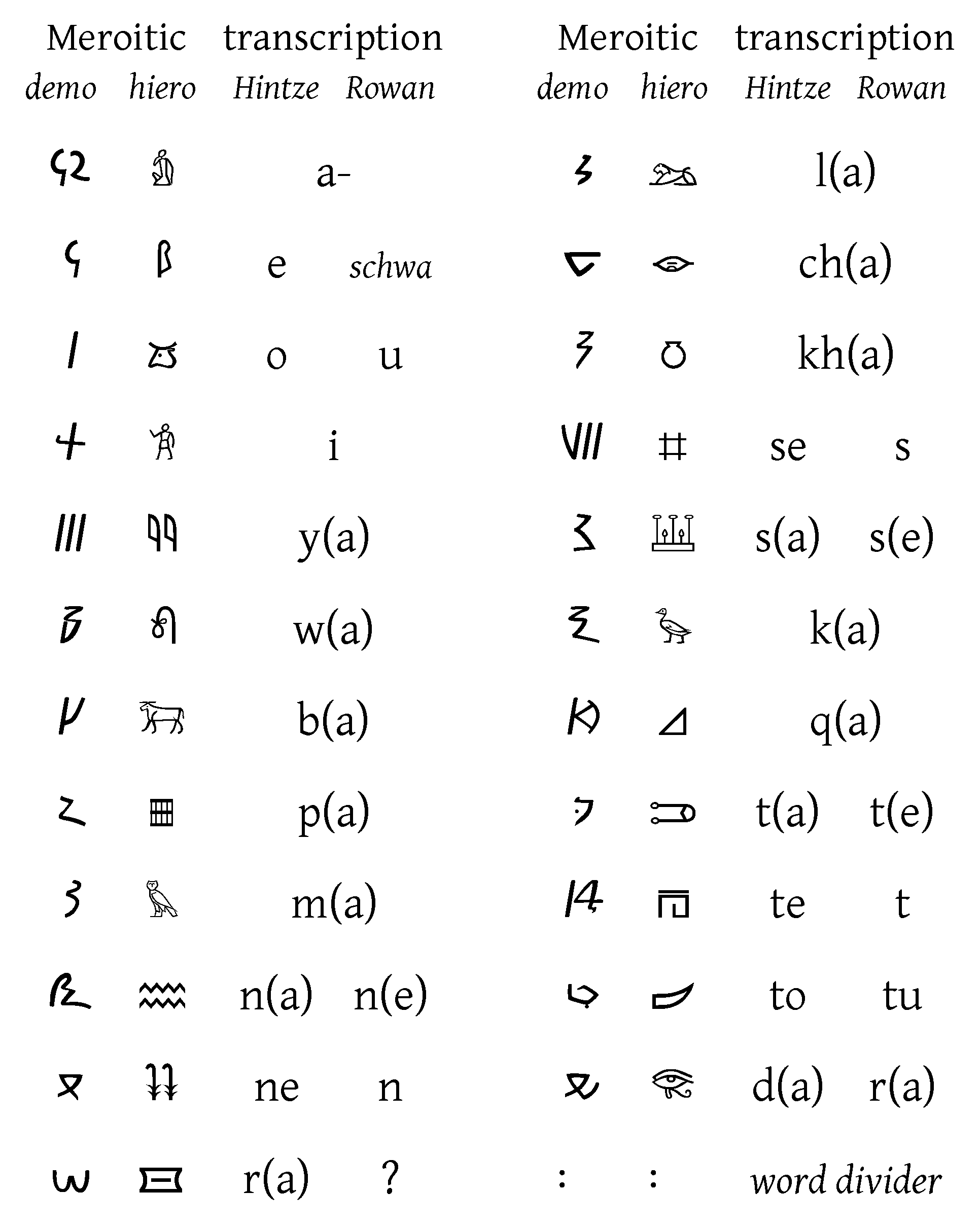
Pismo meroickie

Pismo meroickie – pismo sylabiczno-alfabetyczne wywodzące się z egipskich hieroglifów, używane od II wieku p.n.e. do V wieku n.e. dla zapisu języka meroickiego. Najstarszym zachowanym przykładem jego użycia jest inskrypcja królowej Szanakdachete (ok. 280–170 p.n.e.).
Pismo meroickie zostało odczytane po raz pierwszy przez brytyjskiego egiptologa Francisa Llewelyna Griffitha (1862–1934). Składało się z 23 znaków służących do zapisu samogłosek i spółgłosek oraz dodatkowego znaku specjalnego do dzielenia słów. Stosowane było w dwóch wariantach, hieroglificznym, zapisywanym z góry na dół, oraz kursywnym, pisanym od prawej do lewej. Zachowało się około 1000 tekstów meroickich, pisanych na różnych materiałach: ścianach świątyń i ołtarzach, stelach, naczyniach, ostrakonach i papirusach. Odmiana hieroglificzna stosowana była rzadko i służyła głównie do zapisu podniosłych tekstów związanych z religią lub władcami.
System pisma meroickiego był mieszany, sylabiczno-alfabetyczny. Każda spółgłoska domyślnie zawierała już głoskę a, dodatkowe znaki samogłoskowe stawiano tylko wtedy, gdy po spółgłosce następowała samogłoska i/y, o lub e, przy czym ta ostatnia mogła oznaczać także brak samogłoski po danej spółgłosce. Oddzielny znak oznaczający głoskę a używany był tylko na początku wyrazów. Istniały również osobne znaki dla zapisu ne, se, te, to.